# Caeté
Caeté é um município brasileiro no estado de Minas Gerais, Região Sudeste do país. Localiza-se na Região Metropolitana de Belo Horizonte e ocupa uma área de 542,531 km², sendo que 13 km² estão em perímetro urbano. Sua população reúne 38 776 habitantes, segundo censo realizado em 2022.
É neste município que se encontra a Serra da Piedade. No alto, há um santuário católico que recebe romeiros. No mesmo lugar, funciona o Observatório Astronômico Frei Rosário, da Universidade Federal de Minas Gerais.

## Topônimo
"Caeté", em língua tupi, significa algo entre "mato verdadeiro" e "floresta densa", através da junção dos termos ka'a ("mato", "vegetação", "floresta") e eté ("verdadeiro", "muito"). Segundo Spix e Martius, a região era densamente coberta por florestas, sendo este o motivo de seu nome.
Como assentamento fixo, sua primeira denominação foi Vila Nova da Rainha, por meio de decreto do governador da Capitania de São Paulo e Minas de Ouro, Dom Braz Balthazar da Silveira, em janeiro de 1714. A Câmara Municipal foi instalada no dia 14 de fevereiro do mesmo ano.

## História

Caeté, s.d. Arquivo Nacional.

A história de Caeté teve início no ciclo do ouro, guardando importantes episódios, como a Guerra dos Emboabas.
A região foi descoberta pela primeira vez, provavelmente, em explorações de Lourenço Castanho Tanques, entre os anos 1660 e 1664.
A descoberta oficial da região se deu, contudo, no ano de 1701, pelo bandeirante paulista Leonardo Nardez Sisão, quando esteve foi atraído pelos potenciais auríferos locais.
O primeiro assentamento é feito em 1703, pelos irmãos Antonio Leme Guerra e João Leme da Guerra. Imediatamente, milhares de paulistas e "forasteiros", a maioria composta por portugueses vindos da Bahia, afluiu para a região. Segundo avaliação datada de 15 de setembro de 1705, feita por Filipe de Barros Pereira, o escrivão do Guarda-Mor Garcia Rodrigues Pais, a população ativa na região das Minas Gerais chegava a 50 mil.
Em 1704 é iniciada a construção da Igreja de Nossa Senhora do Rosário, pelo frei Simão de Santa Tereza. Além deste, outros nomes importantes já habitavam a região em 1705, como o sargento-mor Amaral, Sebastião Pereira de Aguilar, Luis do Couto, Valentim e Jerônimo Pedroso de Barros e, aqueles que teriam profundo destaque nos anos vindouros, o bandeirante paulista Manuel de Borba Gato e o português Manuel Nunes Viana.

## Turismo de aventura
A cidade apresenta grande potencial para a prática de turismo de aventura, tendo grande tradição no arborismo. Foi citada pela Revista Veja como um dos nove principais destinos do Brasil para a prática de esportes radicais.
Caeté se situa no trajeto da chamada Rota do Ferro, uma trilha ecológica voltada para o ciclismo, sob o antigo leito de um extinto ramal da Estrada de Ferro Central do Brasil. O trajeto liga a cidade aos municípios vizinhos de Sabará, Barão de Cocais e Santa Bárbara, passando por belos riachos e cascatas, pontilhões de ferro, antigas estações ferroviárias (como a de Caeté) e antigos túneis, onde a trilha cruza-se em seu final com a Estrada de Ferro Vitória a Minas.
Há também vários distritos na cidade que oferecem boas opções de turismo. No Distrito de Morro Vermelho existe a Cachoeira de Santo Antônio, com uma queda de aproximadamente 10 metros.

## Cultura
Caeté é berço da Sociedade Musical Santa Cecília, do Morro Vermelho. Fundada em 1704, o grupo possui sua origem com a Cavalhada de Nossa Senhora de Nazareth, sendo, provavelmente, a mais antiga banda de Minas Gerais. Sua estrutura foi reorganizada no ano de 1848 por João Evangelista Marques Guimarães, notável professor e músico caeteense.

## Pontos turísticos
- Serra da Piedade
- Cachoeira de Santo Antonio
- Ruínas da Igreja de São Gonçalo
- Morro Serrote
- Ponte do Funil
- Serra do Gandarela
- Solar do Tinoco (Casa João Pinheiro)
- Igreja Matriz Nossa Senhora do Bom Sucesso
- Igreja do Rosário
- Pelourinho do Poder
- Pedra Branca (Muito usada para a pratica de alpinismo)
- Rota do Ferro (Antigo Ramal de Nova Era da Estrada de Ferro Central do Brasil)

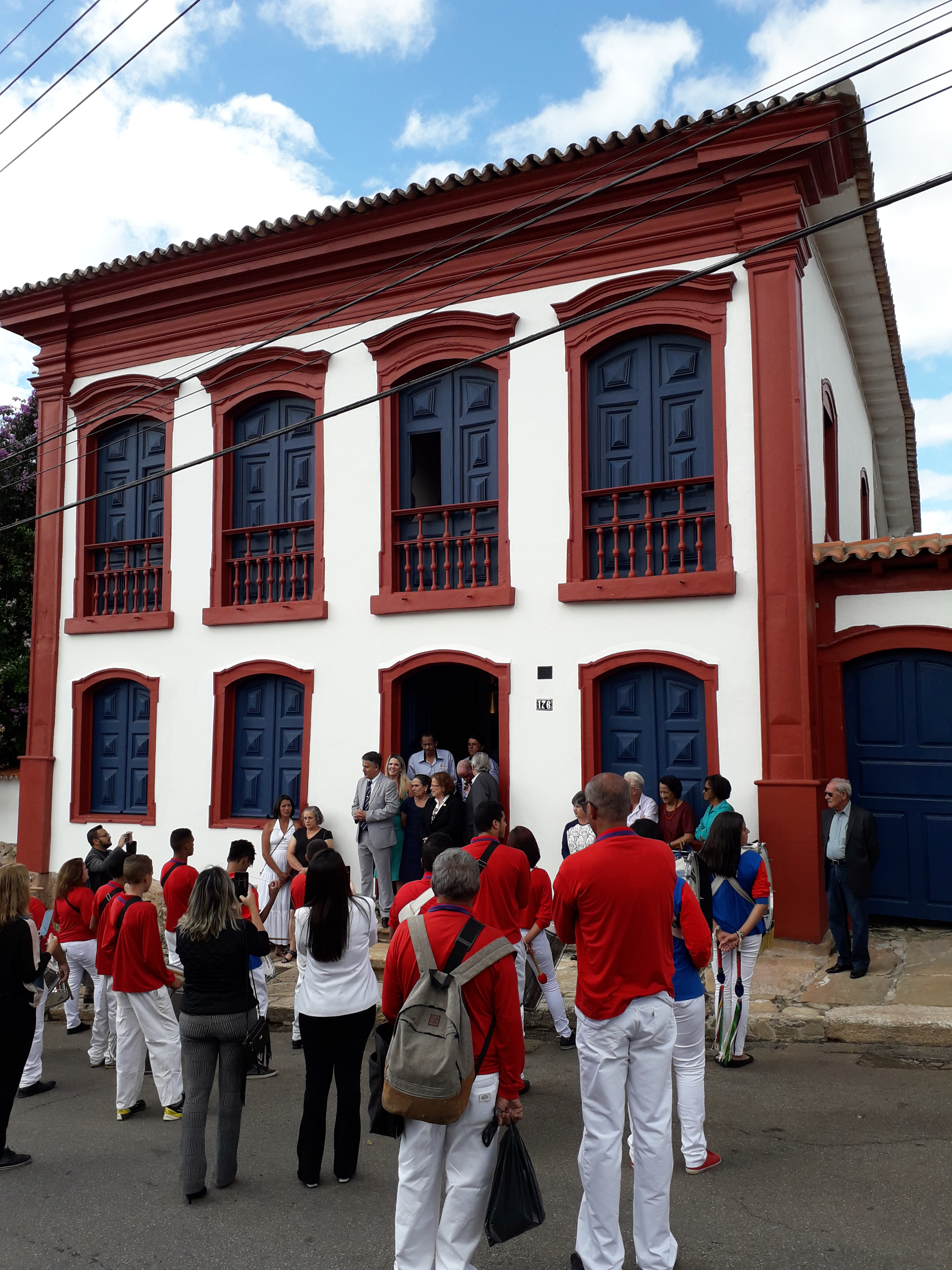
Reinauguração do Museu Regional de Caeté em 18 de maio de 2019 em cerimônia pública com a presença das autoridades da cidade e do Iphan.
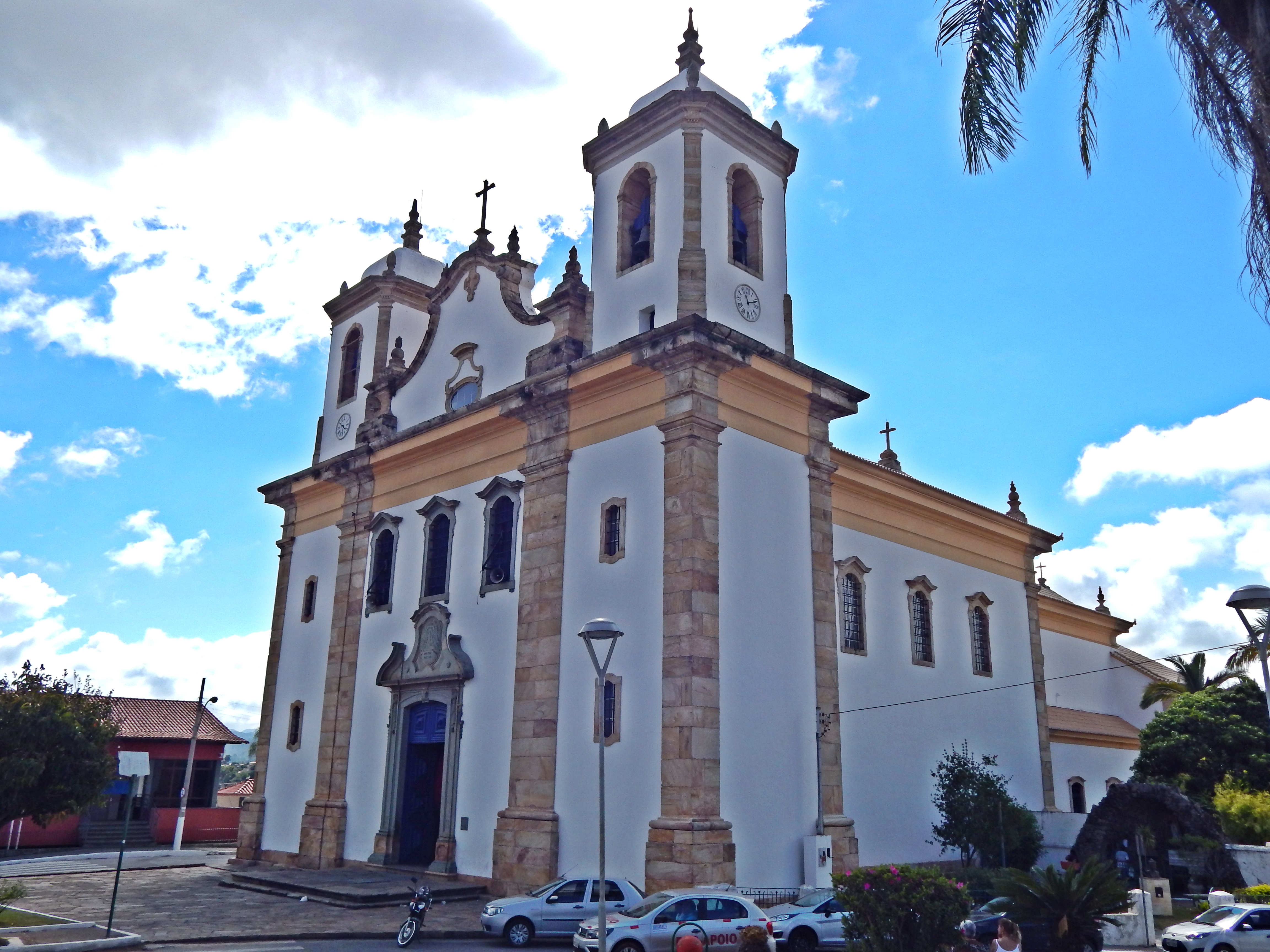
Igreja Matriz de Nossa Senhora do Bom Sucesso em maio de 2019.
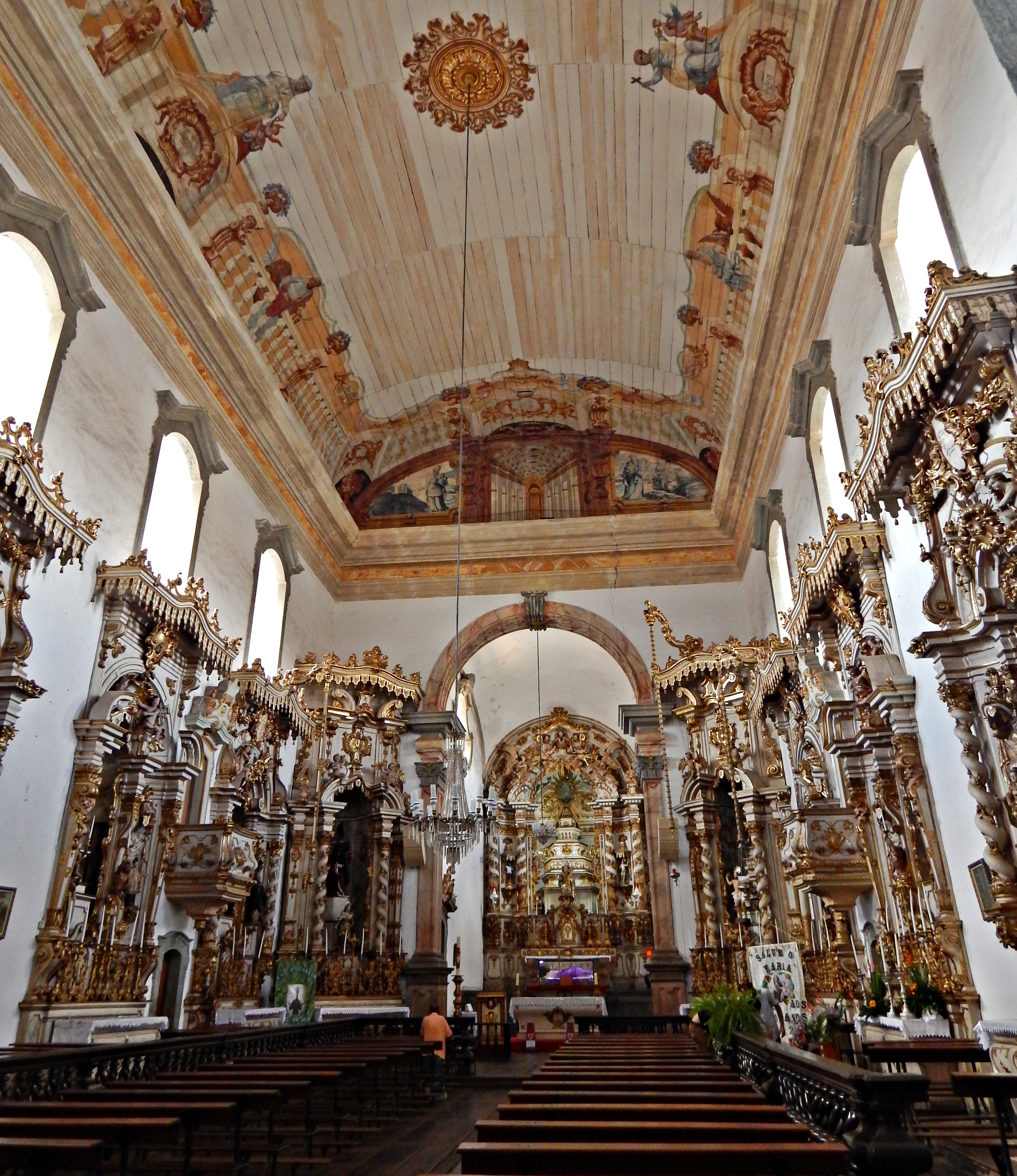
Interior da Matriz de Nossa Senhora do Bom Sucesso.
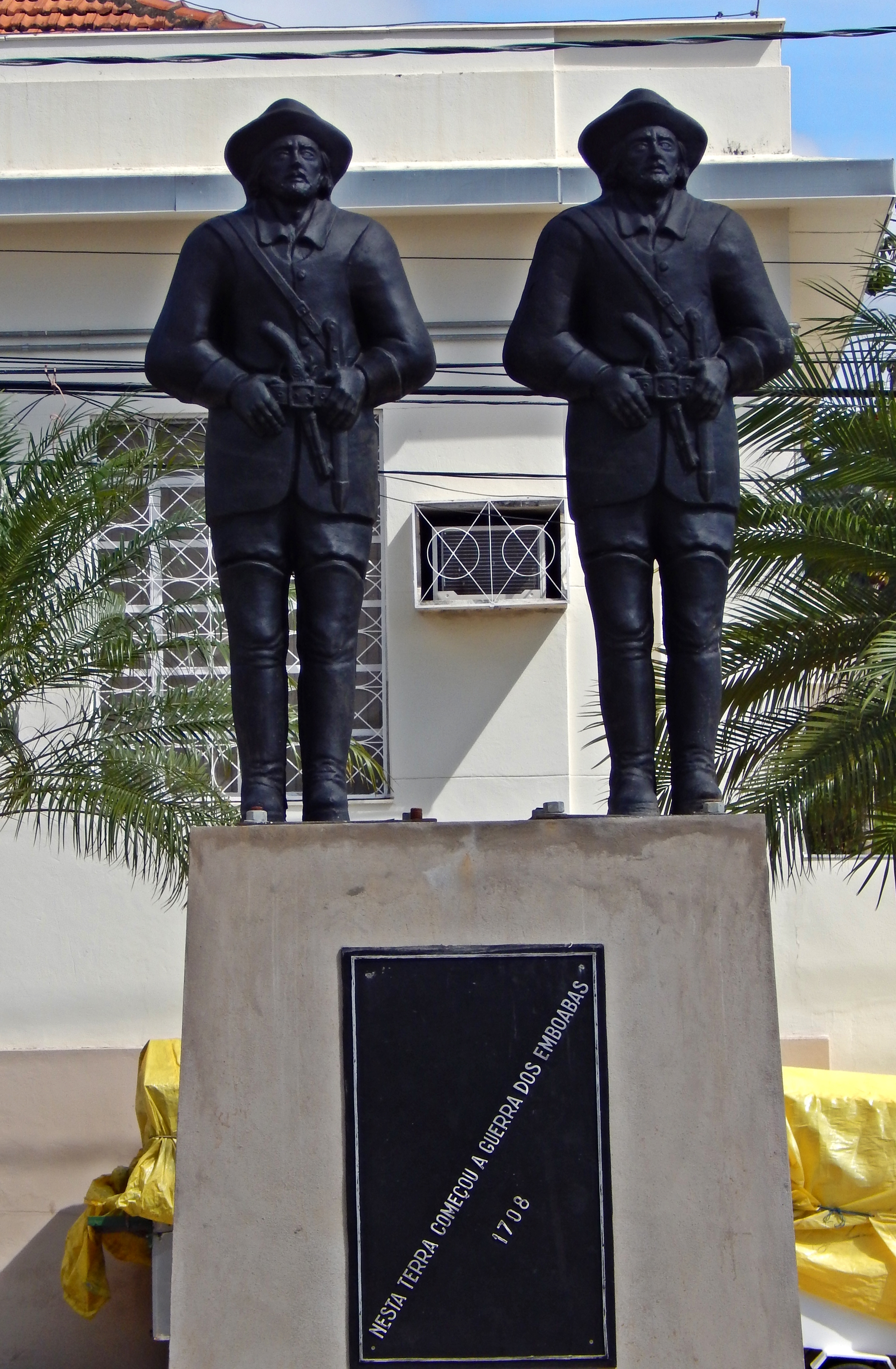
Monumento à Guerra dos Emboabas em Caeté 2019, em seu novo local em frente à Matriz.
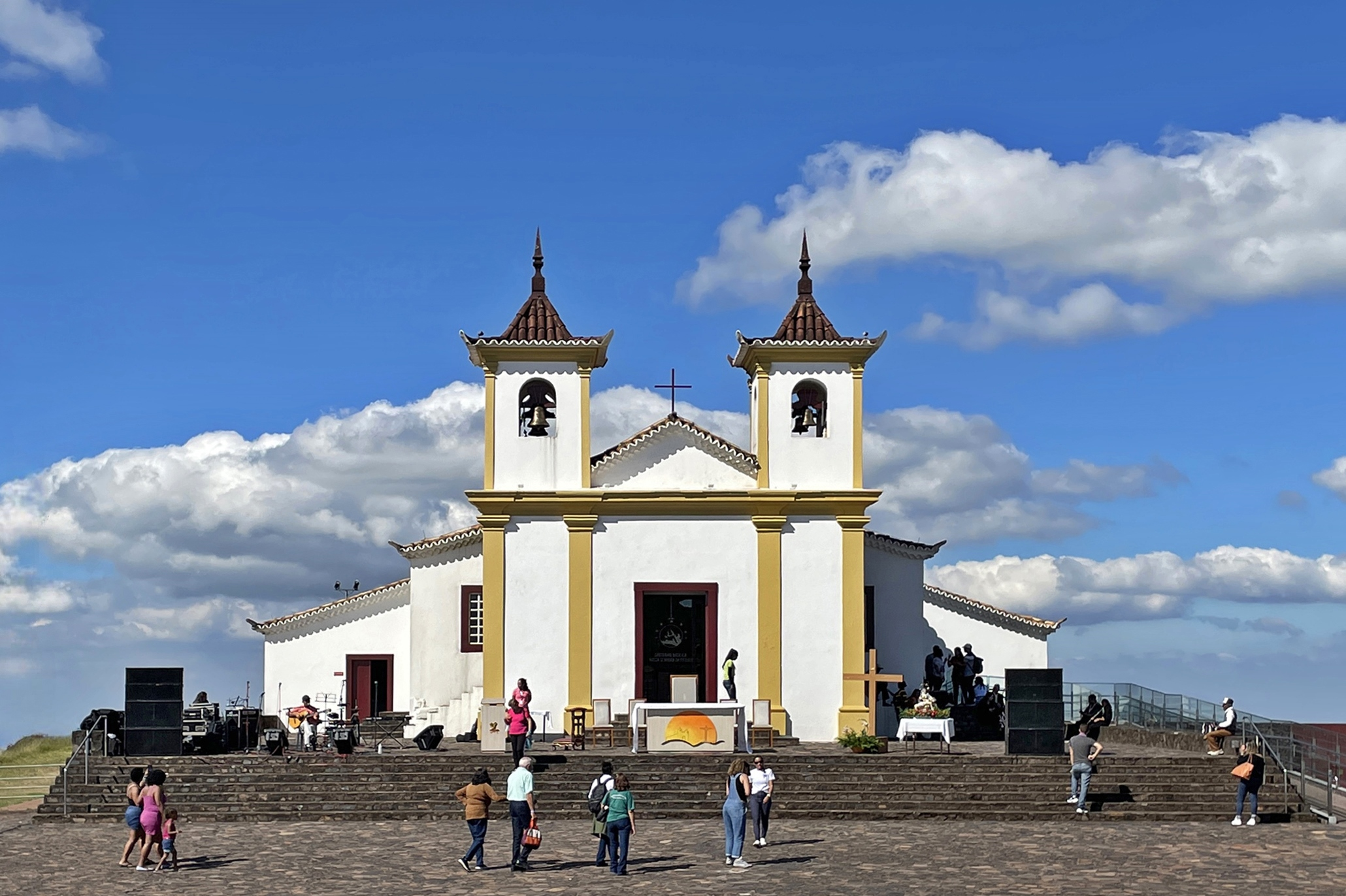
Fachada da Capela de Nossa Senhora da Piedade

## Bairros
- Americano
- Bela Vista
- Bonsucesso
- Barro Preto (São Francisco)
- Centro
- Cidade Jardim
- Charneaux
- Córrego Machado
- Deschamps
- Dom Carmelo
- Europeu
- Emboabas
- Fonte da Clara
- José Brandão
- Jardim Bandeirantes (Pombal)
- Morgan
- Pedra Branca
- Pito Aceso
- Quintas da Serra
- Santo Antônio
- Santa Fructuosa
- São Geraldo
- Vila das Flores
- Vila Zelinda
- Vista da Serra

## Distritos
- Antônio dos Santos
- Caeté (sede)
- Morro Vermelho
- Penedia
- Roças Novas
- Rancho Novo[5]

## Povoados
- Água Limpa
- Cafezal

## Caeteenses ilustres
- Israel Pinheiro
- Tamires